# Полкова старшина
Полкова старшина (на украински: полкова старшина) е сборното наименование на представителите на военната и цивилната администрация, управляващa войсково-териториалната единица – полк – в Казашкото хетманство и Слободска Украйна.
Полковата старшина съществува през втората половина на XVII и XVIII век. В състава ѝ влизат: полковник, обозник, съдия, писар, есаул и прапорщик. Старшината на полка се оглавява от полковник. Първият човек след полковника е обозникът, който осигурява материалното обезпечение на полка, управлява обоза и артилерията, а също така изпълнява задълженията на полковника по време на неговото отсъствие. На него се подчиняват полковият артилерийски есаул, полковият артилерийски писар, полковият артилерийски прапорщик и атаманите. На територията на полка действа полкови съд, който разглежда наказателни и отчасти граждански дела. Той се председателства от полковия съдия, който има своя канцелария и чиновници. Съдиите се назначават първоначално от полковника, а от 1715 г. – от полковата старшина.
С участието на полковника се разглеждат важни наказателни дела. Важно място сред висшите офицери заема полковият писар, който води деловодството на полка и ръководи полковата канцелария (ведомството на полковника). На длъжността писар, която се счита за цивилна, полковникът назначава образован човек от средите на казашките старшини, шляхтата, духовенството, казаците и буржоазията.
Помощник на полковника по военното дело е полковият есаул (най-често двама), който следи за спазването на реда и дисциплината в полка, изпълнява полицейски функции, грижи се за полковата музика, за бойната подготовка на казаците и тяхното оборудване и въоръжаване и др. Често есаулите били назначавани за заместници на полковника при неговото отсъствие. Помощник на есаула е подесаулът. За опазването на полковото знаме отговаря полковият прапорщик. Понякога има двама прапорщика, единият от тях се грижи за голямото бойно знаме, а другият – за малкото знаме (наречено значка). Под ръководството на прапорщика се намират значковите другари – специално войсково формирование. Формално полковата старшина се счита за изборна, но всъщност длъжностите се заемат от лица, назначени от администрацията на хетмана или полковника. От 1708 г. се установява практиката за назначаване на полковите съдии лично от руския цар Петър I и други царски чиновници за лоялност към руската държава. През 1715 г. принципът на избор на полковия съд е отменен от царското правителство. От 1722 г. полковата старшина се назначава от Малоруската колегия. От тогава дейността на старшината се контролира от руски царски чиновници.
Полковата старшина е премахнат от руското царско правителство в Левобережното хетманство през 1780 г.